# جابه‌جاگر (ریاضیات)
در ریاضیات، جابه‌جاگر (به انگلیسی: Commutator)، با ارائه شاخصی برای سنجش میزان جابه‌جایی بودن یک عملگر دوتایی یک تعمیم برای زمانی که عملگر دوتایی جابه‌جایی نباشد ارائه می‌نماید. تعاریف متفاوتی در نظریه گروه‌ها و نظریه حلقه‌ها استفاده شده‌است.

## نظریه گروه‌ها
جابه‌جاگر دو عنصر دلخواه چون {\displaystyle g} و {\displaystyle h} از یک گروه چون {\displaystyle G}، عنصر زیر است:
{\displaystyle \left[g,h\right]=g^{-1}h^{-1}gh}
طبق تعریف این عنصر برابر با عنصر همانی گروه خواهد بود اگر و فقط اگر g و h با یک دیگر جابه‌جا شوند.
مجموعه تمام جابه‌جاگر‌های یک گروه به طور کلی تحت عملیات گروه بسته نیستند، اما زیرگروه 'G تولید شده توسط همه جابه‌جاگر‌ها بسته است و گروه مشتق یا زیرگروه جابه‌جاگر‌ G نامیده می شود. جابه‌جاگر‌ها برای تعریف پوچ‌توانی و حل‌پذیری گروه‌ها و معرفی بزرگترین گروه خارج‌قسمتی آبلی استفاده می‌شوند.

## نظریه حلقه‌ها
جابه‌جاگر دو عنصر چون {\displaystyle a} و {\displaystyle b} از یک حلقه چون {\displaystyle R} (شامل هر جبر شرکت‌پذیر)، به صورت زیر تعریف می‌گردد:
{\displaystyle \left[a,b\right]=ab-ba}